# Henry der Schreckliche (Fernsehserie)
Henry der Schreckliche (im Original Horrid Henry) ist eine britische Zeichentrickserie.

## Inhalt
Die Serie handelt von dem kleinen aufmüpfigen Jungen Henry, der sich mit allerhand frechen Tricks und Streichen gegen die Welt der Erwachsenen zu wehren versucht. Er sieht nicht ein, dass ihn seine Eltern mit gesundem Gemüse quälen, dass seinen Klassenkameraden die Schule Spaß macht und dass sein braver Bruder von allen geliebt wird. Henry tollt lieber herum, ärgert seine Lehrer und treibt seine Mitmenschen in den Wahnsinn. Zu Henrys Pech geht allerdings so mancher seiner derben Scherze nach hinten los, sodass er gelegentlich selbst unter seinem Übermut leidet. Das tut seinem Tatendrang allerdings keinen Abbruch.

## Figuren

### Henry
Henry („Henry der Schreckliche“) ist der Protagonist der Serie. Er ist ein ungezogener und zum Teil etwas egoistischer Junge. Er interessiert sich für die Rockband "Killerboy Reds" und isst gerne Fast Food. Jedoch hat er auch seine herzlichen Seiten. Zum Beispiel beschütze er seinen kleineren Bruder Peter vor einem großen Hund oder nahm ihn vor dem „Despotischen Dirk“ in Schutz, der Peter nur ausnutzte.

### Peter
Peter („Perfekter Peter“) ist der jüngere und bravere Bruder von Henry. Er stellt in jeglicher Hinsicht das Gegenteil von Henry dar. In seinem Lebensstil wirkt Peter noch sehr kindisch, zum Teil sogar etwas mädchenhaft. So interessiert er sich für Elfen, Ballett oder rosa Hasen. Jedoch kann auch er gemein werden. Das lässt sich beobachten als Henry für einen Tag lang genauso brav wie Peter ist. In einer anderen Episode jagt Peter Henry mit dem Gartenschlauch, kommt jedoch wie meist ohne Sanktionen davon.

### Henrys und Peters Eltern
Die Eltern leiden besonders häufig unter den Taten von Henry. Meistens bestrafen sie diesen mit Zimmerarrest, Taschengeldentzug oder Computer- und Süßigkeitenverbot. Der Vater arbeitet in einer Zahnbürstenfabrik.

### Laura
Laura („Launische Laura“) ist die Nachbarin von Henry und hat, wie ihr Name bereits verrät, häufig Stimmungsschwankungen. Sie wird von ihren Eltern rundum verwöhnt und Henry gegenüber spielt sie häufig Streiche.

### Bert
Bert („Brutaler Bert“) ist der offensichtlich beste Freund von Henry. Er scheint etwas weniger ungezogen zu sein, spielt aber häufig eine unterstützende Rolle bei Henrys Streichen. Sein Großvater wohnt in einem Seniorenheim und hat trotz seines Alters ähnliche Interessen wie Henry und Bert.

### Martin
Martin („Muskel-Martin“) geht in dieselbe Klasse wie Henry. Er scheint nicht besonders intelligent zu sein, was insbesondere dadurch verdeutlicht wird, dass seine Standardantwort auf sämtliche Fragen „Keine Ahnung“ (auch schonmal „Ich weiß nicht“) lautet.

### Andi
Andi („Angsthase Andi“) geht in dieselbe Klasse wie Henry. Er ist eine ausgesprochen ängstliche und zurückhaltende Persönlichkeit. In allen Situationen sieht er nur das Gefährliche und steigert sich dadurch noch mehr in seine Ängste herein.

### Gregor
Gregor geht in dieselbe Klasse wie Henry. Er ist der schlaueste Schüler in Henrys Klasse und hat ein umfangreiches Wissen aus allen denkbaren Bereichen.

### Alf
Alf („Aerobic-Alf“) geht in dieselbe Klasse wie Henry. Er ist relativ groß und schlank. Er ist der sportlichste Schüler in Henrys Klasse und zeichnet sich dadurch aus, dass er stets auf seine Gesundheit und körperliche Fitness achtet sowie in mehreren Situationen eine Form von Wettkampf erkennt.

### Trudi
Trudi („Trellernde-Trudi“) geht in dieselbe Klasse wie Henry. Sie ist häufig übermäßig gut gelaunt.

### Dominic
Dominic („Dicker-Dominik“) geht in dieselbe Klasse wie Henry und ist das genaue Gegenteil Alfs. Er ist der dickste Schüler und man sieht in häufig dabei, wie er viel, und meistens auch ungesunde Speisen, zu sich nimmt.

### Ulla
Ulla („Umwerfende-Ulla“) geht in dieselbe Klasse wie Henry. Sie macht einen recht eitlen Eindruck und glaubt von sich selbst die schönste Schülerin auf der Schule zu sein.

### Linda
Linda ("Lahme Linda") geht in dieselbe Klasse wie Henry. Sie schläft sehr häufig ein, selbst in den ungewöhnlichsten Situationen.

### Luis
Luis ("Lustiger Luis") geht in dieselbe Klasse wie Henry. Er ist immer gut gelaunt und wirkt zwischenzeitlich ziemlich überdreht.

### Ludwig, Olli und Sam
Ludwig, Olli und Sam sind die drei besten Freunde von Henrys Bruder Peter. Alle drei sind ähnlich wie Peter sehr gut erzogen und legen einen großen Wert auf ihr perfektes Erscheinen. Insgesamt teilen sie auch die gleichen Interessen wie Peter.

### Frau Streitaxt
Frau Brunhilde Streitaxt ist die Klassenlehrerin von Henry. Sie ist schon etwas älter und häufig schlecht gelaunt. Häufig hat sie mit den Streichen von Henry und seinen Freunden zu kämpfen. Ihre Mutter, welche in einem Seniorenheim lebt, sieht Henry hingegen als einen sehr netten Jungen, was damit zusammen hängt, dass er ihr einmal aufhilft, was zur Folge hat, dass ihre Tochter gegen ihren Willen mit Henry nach Manchester fliegen muss.

### Frau Lieblich
Frau Lieblich ist die Klassenlehrerin von Peter. Sie stellt das genaue Gegenteil von Frau Streitaxt dar. Sie unterstützt Peter häufig bei Schulprojekten und setzt alles daran seine guten Leistungen zu fordern.

### Zita
Zita ("Zickige Zita") ist die Cousine von Henry und Peter. Sie ist ein paar Jahre älter als ihre beiden Cousins und war auch gelegentlich Babysitterin für die zwei Jungs. Henry kann sie aufgrund ihrer zickigen Art nicht ausstehen, während Peter Zita als seine Lieblingscousine bezeichnet. Im Laufe der Serie heiratet Zita Paul. Im Rahmen dieser Folge erfährt man auch, dass Zita mit Nachnamen "Zenobia" heißt.

### Paul
Paul ist der Freund und spätere Ehemann von Henry und Peters Cousine Zita. Zwischen Henry und ihm kommt es häufig zu Auseinandersetzungen, bei denen der Eindruck erweckt wird, dass Henry diese bewusst herbeiführt, sodass Paul sich aufregt. Wie bei Zita, erfährt man bei der Hochzeit mit ihr, dass Paul mit Nachnamen "Peregrinus" heißt. Später haben Paul und Zita eine Tochter.

### Ruth
Ruth ist die Tante mütterlicherseits von Henry und Peter. Sie besucht die Familie an Weihnachten und führt einen eher gehobeneren Lebensstil, da sie recht vermögend zu sein scheint. Dies lässt sie die Familie Henry auch hin und wieder sehr subtil spüren. Sie hat einen Sohn namens Achim.

### Achim
Achim ("Affiger Achim") ist der Cousin von Henry und Peter sowie Ruths Sohn. Er äußert sich häufig sehr herablassend über den weniger luxuriöseren Lebensstandard von Henrys Familie und gerät grundsätzlich bei jedem Aufeinandertreffen mit Henry in einen Streit mit ihm.

### Wilhelm
Wilhelm Best sieht seinem Vater, welcher der Chef von Henry und Peters Vater ist, zum Verwechseln ähnlich. Er ist sehr ungezogen und gibt Henry, welchem gesagt wurde, er müsse alles tun, was Wilhelm ihm sagt, die Schuld.

### Herr Pitch
Herr Pitch ist der Sportlehrer an der Schule von Henry und Peter und daher sieht man ihn häufig im Rahmen vom Sportunterricht, Sportfesten oder auch diversen Schulfesten.

### Martha
Martha ("Miese Martha") ist eine übergewichtige Angestellte der Schule, die in der Schulkantine beschäftigt ist. In einer Folge besteht ihre Arbeit darin, die Pausen im Pausenraum zu kontrollieren, da seit kurzer Zeit auch Henry zu den dort teilnehmenden Kindern gehört und Unruhe stiftet. Jedoch kontrolliert sie die das mitgebrachte Essen der Kinder und beschlagnahmt alle Leckereien, wobei sie diese alle selber isst. Durch eine Racheaktion der Kinder ist Martha völlig übersättigt und lässt sich wieder in die Schulkantine versetzen.

## Synchronisation
Die deutsche Synchronfassung entstand bei Bavaria Synchron GmbH unter der Regie von Ursula von Langen, die ebenfalls das Dialogbuch schrieb.
| Rolle             | Originalstimme    | Deutsche Sprecher    |
| ----------------- | ----------------- | -------------------- |
| Henry             | Lizzie Waterworth | Henry Engels         |
| Henrys Mutter     | Tamsin Heatley    | Claudia Lössl        |
| Susie             | -                 | Gabrielle Pietermann |
| Fräulein Lieblich | -                 | Marieke Oeffinger    |
| Henrys Vater      | Wayne Forester    | Claus-Peter Damitz   |
| Peter             | Emma Tate         | Maximilian Belle     |

## Produktion
Die Serie basiert auf den Büchern der britisch-amerikanischen Autorin Francesca Simon.
Produziert wurde die Serie von Novel Entertainment (in Zusammenarbeit mit Nelvana Limited für Staffel 1) und wurde am 31. Oktober 2006 das erste Mal auf dem britischen Kindersender CITV ausgestrahlt. Die deutsche Erstausstrahlung fand am 12. November 2007 auf KiKA statt.